# Municipio de Kingery
El municipio de Kingery (en inglés: Kingery Township) es un municipio ubicado en el condado de Thomas en el estado estadounidense de Kansas. En el año 2010 tenía una población de 87 habitantes y una densidad poblacional de 0,23 personas por km².

## Geografía
El municipio de Kingery se encuentra ubicado en las coordenadas 39°13′19″N 101°16′47″O / 39.22194, -101.27972. Según la Oficina del Censo de los Estados Unidos, el municipio tiene una superficie total de 372.45 km², de la cual 372,45 km² corresponden a tierra firme y (0 %) 0 km² es agua.

## Demografía
Según el censo de 2010, había 87 personas residiendo en el municipio de Kingery. La densidad de población era de 0,23 hab./km². De los 87 habitantes, el municipio de Kingery estaba compuesto por el 96,55 % blancos, el 3,45 % eran de otras razas. Del total de la población el 3,45 % eran hispanos o latinos de cualquier raza.